# Ursus americanus pugnax
Ursus americanus pugnax és una subespècie de l'os negre americà (Ursus americanus). Es troba a l'Arxipèlag Alexander (Alaska, els Estats Units). Menja salmons (Oncorhynchus spp.) i vegetals.